# 宅配買取
宅配買取（たくはいかいとり）とは、店舗へ持ち込む形式でなく、自宅にいながらにして買取を依頼できるサービスを指す。
ネット上で申し込みを行い、梱包資材に買取依頼品を詰め、集荷を依頼。宅配買取業者に届き次第査定が行われて、メール等で連絡が来る。金額に納得した場合、入金が行われる。
近年ではトレカなどのポケモンカードの買取なども主流になってきている。宅配買取を実施している買取業者として、コメ兵、買取王子、買取バリューなどが挙げられる。宅配買取業者によっては、郵送保険が付与されているケースもある。

## 買取ジャンル
- 本
- 漫画
- CD/DVD
- 家電
- 家具
- 楽器
- 和服（着物）/洋服
- フィギュア
- おもちゃ
- アーティストグッズ
- トレカ